# 北条実泰
北条 実泰（ほうじょう さねやす）は、鎌倉時代前期の北条氏の一門。金沢流北条氏の祖で、金沢 実泰（かねさわ さねやす）とも。
父は鎌倉幕府第2代執権・北条義時、母は継室の伊賀の方で、北条政村・北条時尚と同母兄弟（『明月記』天福2年（1234年）7月12日条によれば母は一条実有の娘だが、「入来院家所蔵平氏系図」に「伊賀守朝光女」、「桓武平氏系図」では政村の同母弟であることを示す「同」の文字が見られることから、研究においては『明月記』の記載は風説とみなされている）。

## 生涯
承元2年（1208年）、父の義時が46歳の時に誕生。建保2年（1214年）10月3日、従兄弟にあたる将軍・源実朝の御前で元服を行い、烏帽子親である実朝から偏諱を与えられて実義（さねよし）を名乗る。貞応2年（1223年）10月13日に祗候番に任じられる。翌元仁元年（1224年）、17歳の時に義時が急死し、母伊賀の方が同母兄政村を後継者に立てようとした伊賀氏事件が起こり、政村・実義兄弟は窮地に立たされる。伊賀の方は流罪となるが、政村と実義は異母兄泰時の計らいによって連座を逃れ、実義は父の遺領として武蔵国六浦荘（現在の横浜市金沢区）に所領を与えられた。泰時から偏諱を与えられて実泰に改名したのもこの頃とみられる。
寛喜2年（1230年）3月4日に兄重時の六波羅探題就任に伴い、23歳で後任の小侍所別当に就任する。この人事は兄である北条有時・政村を飛び越したものと言え、実泰は能力と共に泰時への忠実さが考慮された起用とみられている。しかし実泰は伊賀氏事件以降の立場の不安定さに耐えられず、精神の安定を崩したと見られ、4年後の天福2年（1234年）6月26日の朝、誤って腹を突き切って度々気絶し、狂気の自害かと噂されたという（『明月記』同年7月12日条、前述に同じ）。また小怪異・妖言などがあり、『明月記』の著者藤原定家は「北条一門は毎年6月に事が起きる」と述べている。6月30日、病により家督を11歳の嫡男・実時に譲って27歳で出家した。
弘長3年（1263年）9月26日、56歳で死去。